# Opopaea sponsa
Opopaea sponsa là một loài nhện trong họ Oonopidae.
Loài này thuộc chi Opopaea. Opopaea sponsa được miêu tả năm 1978 bởi Brignoli.